# Stenus cicindeloides
Stenus cicindeloides es una especie de escarabajo del género Stenus, familia Staphylinidae. Fue descrita científicamente por Schaller en 1783.
Habita en Reino Unido, Suecia, Noruega, Japón, Finlandia, Países Bajos, Alemania, Austria, Estonia, Corea, Luxemburgo, Francia, Polonia, Rusia, Bélgica, Italia, China, Irlanda, Dinamarca, Suiza, Bosnia y Herzegovina, Bielorrusia, Hungría, Portugal y Ucrania.